# Gerardo Hernández Nordelo
Gerardo Hernández Nordelo 
(La Habana, 4 de junio de 1965) fue uno de los cinco cubanos  luchadores contra el terrorismo, presos en los Estados Unidos por espionaje. Ha sido galardonado como Héroe de la República de Cuba  Actualmente es diputado a la Asamblea Nacional de Poder Popular de Cuba, y coordinador nacional de los Comités de Defensa de la Revolución. 

## Biografía
Fue el tercer y último hijo de sus padres. Toda su infancia se desarrolló en el barrio La Víbora (en La Habana). Se destacó por ser muy activo, estudioso y aplicado. Desde muy pequeño fue respetado por su gran educación formal, destacándose su esmero en la manera de dirigirse a los ancianos y la ayuda y respeto a los mismos.
Cursó de manera destacada los diversos niveles de enseñanza del país, teniendo en ellos altos rendimientos académicos y por sus dotes de dirigente juvenil.
Ingresó a la Unión de Jóvenes Comunistas (UJC) en el año 1980.
Comenzó la universidad en agosto de 1983, en el Instituto Superior de Relaciones Internacionales (ISRI) Raúl Roa García, y los terminó en 1988. En 1989 cumplió misión internacionalista como soldado  en la República Popular de Angola. Fue ubicado en una brigada de tanques, en la que se destacó en 54 misiones. En 1990, al concluir su misión, fue condecorado con las medallas “Combatiente Internacionalista” y “Por la Amistad Cuba-República Popular de Angola”. En 1993 ingresó en el Partido Comunista de Cuba (PCC).

## Misión en Estados Unidos
A mediados de los años 1990 Gerardo Hernández Nordelo fue acusado de espionaje y fue uno de los cinco cubanos presos en los Estados Unidos por el mismo delito. Su objetivo fue informar sobre organizaciones anticastristas radicadas en Miami y el Comando Sur de Estados Unidos en el sur de la Florida. Con el alias de Manuel Viramóntez, fue el líder de la red de cubanos en Estados Unidos llamada Red Avispa, integrada por más de diez agentes, apresados en 1998; de más está decir que la mayoría cooperaron con las autoridades al verse descubiertos y hoy disfrutan de un programa de protección a testigos federales con identidades diferentes.
En el país se desempeñaba realizando trabajos como artista gráfico. Fue detenido el 12 de septiembre de 1998 durante 17 meses y 48 días.
Gerardo Hernández Nordelo fue condenado en 2001 a dos cadenas perpetuas más 15 años de prisión por los delitos de conspiración para cometer asesinato, conspiración para espiar, ser agente extranjero no declarado y falsa documentación. Fue confinado en la prisión de alta seguridad de Lompoc (estado de California).
En la actualidad se encuentra en Cuba, su país natal, gracias a los acuerdos del intercambio de prisioneros del 17 de diciembre de 2014. Antonio Guerrero Rodríguez y Ramón Labañino Salazar fueron liberados también el 17 de diciembre de 2014; René González  el 7 de octubre de 2011 y Fernando González Llort 27 de febrero de 2014.

## Familia
Carmen Nordelo Tejera, su madre, fallecida, era emigrada española desde 1950, procedía de Islas Canarias, donde había nacido el 15 de febrero de 1933.
Una de sus hermanas, María del Carmen Hernández Nordelo, falleció en febrero de 1998 en un accidente aéreo junto a otros directivos del Instituto Técnico Militar José Martí (ITM). Ostentaba el grado de teniente coronel y formaba parte de la dirección del Instituto.
Está casado con Adriana Pérez O’Connor desde 1989, nacida el 18 de enero de 1970, graduada de ingeniería. Actualmente es especialista del Instituto de Investigaciones para la Industria Alimentaria en la isla. A pesar de que durante su etapa en prisión no se le concedió el acceso a la reproducción asistida, con la ayuda del senador Patrick Leahy y su esposa, Adriana logró realizar la inseminación artificial, tras la cual, el 6 de enero de 2015 nació su hija Gema Hernández Pérez. Posteriormente nacerían los gemelos Gerardo y Ambar, también de la unión con Adriana Pérez O´Connor.

## Cultura popular
La película La Red Avispa se estrenó en 2019 y fue distribuida por Netflix; Hernández Nordelo fue interpretado por el actor Gael García Bernal.